# 塞格雷本
塞格雷本（德語：Seegräben）是瑞士联邦苏黎世州欣维尔区的市镇。该市镇面积为3.75平方千米，海拔高度536米，2018年12月31日人口数为1,442。

## 外部連結
- 塞格雷本官方网站 （页面存档备份，存于） （德文）
- 恐龙博物馆网站 （页面存档备份，存于） （德文）